# 森健朗

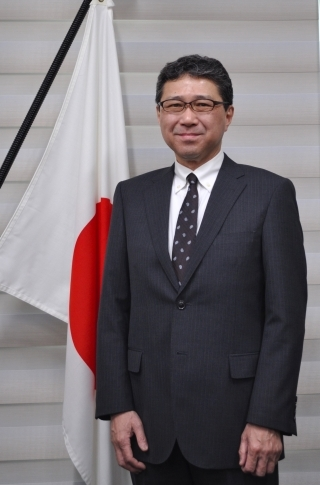
外務省より公表された公式肖像画像

森 健朗（もり たけろう、1963年〈昭和38年〉11月30日 - ）は、東京都出身の日本の外交官。
在ギリシャ大使館、国際連合日本政府代表部勤務、国際協力局開発協力総括課開発協力企画室長などを経て、2024年（令和6年）3月から、在ダナン日本国総領事館総領事を務める。

## 略歴
- 1987年　外務省専門職員採用試験合格
- 1988年3月　中央大学経済学部国際経済学科卒業
- 1986年4月　外務省入省
- 1999年8月　北米局北米第一課
- 2003年4月　北米局北米第一課 課長補佐
- 2003年7月　在タイ日本国大使館 二等書記官
- 2004年4月　在タイ日本国大使館 一等書記官
- 2006年3月　在エジプト日本国大使館 一等書記官
- 2009年7月　国際協力局緊急・人道支援課 首席事務官
- 2012年1月　大臣官房報道課 首席事務官
- 2013年4月　大臣官房報道課 上席専門官
- 2013年7月　兼大臣官房外務報道官付（第125回IOC総会準備室）（～2013年9月）
- 2014年8月　在ギリシャ日本国大使館 一等書記官
- 2016年7月　国際連合日本政府代表部 一等書記官
- 2020年3月　国際協力局開発協力総括課開発協力企画室長
- 2024年3月　在ダナン日本国総領事館 総領事